# Jan Theuninck

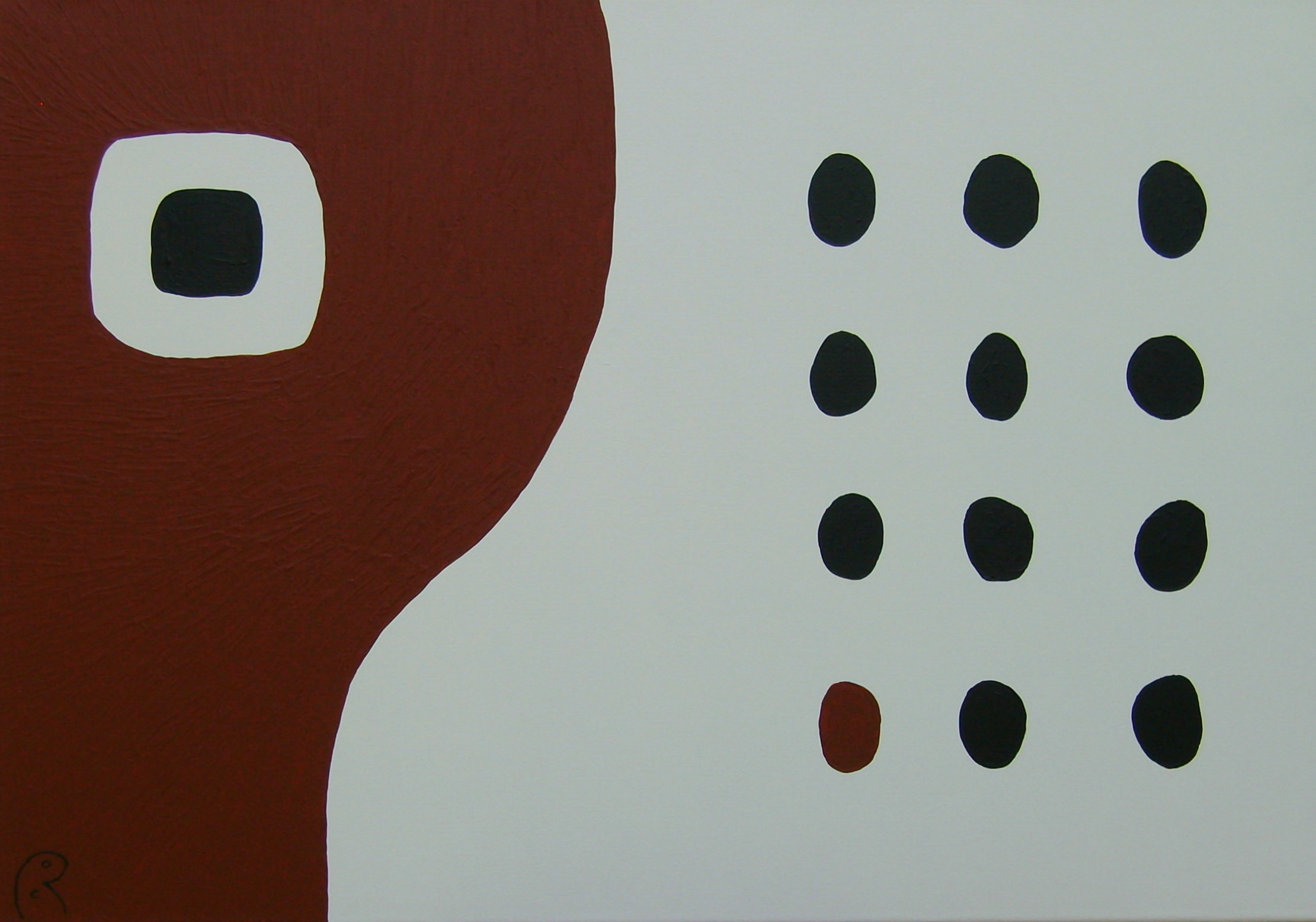
Yperiet

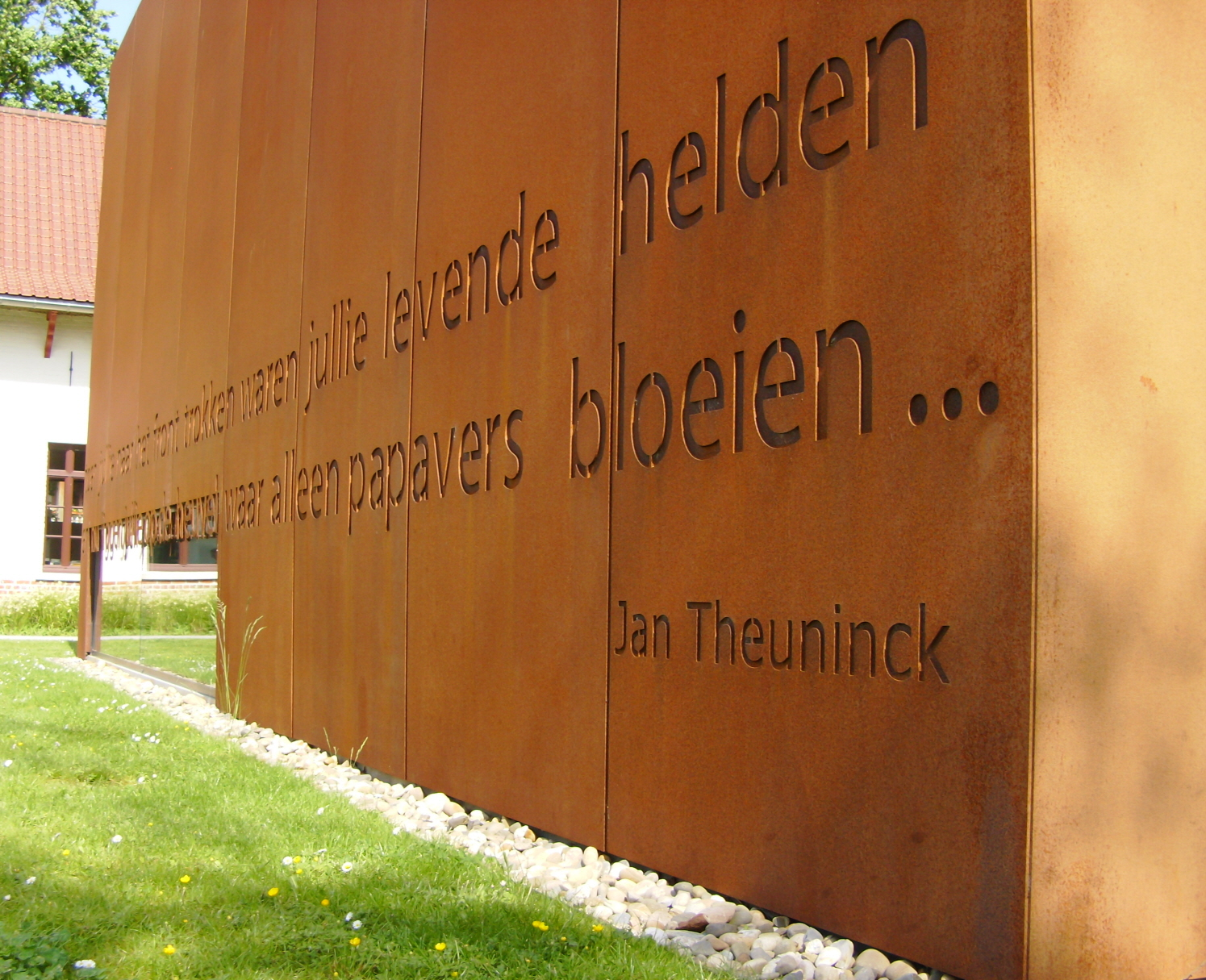
Bibliotheek Zonnebeke

Jan Theuninck (Zonnebeke, 7 juni 1954) is een Vlaams-Belgische dichter en abstract schilder. Hij geldt als een van Vlaanderens kosmopolitische dichters.
Jan Theuninck ageert vanuit een diepe sociale bewogenheid tegen onrechtvaardigheid, het misbruik van de rechtsstaat en het ontsporen van een systeem dat door zijn eigen hypocrisie wordt voorbijgestoken. Zijn taal is hard en scherp en ontdaan van overbodige woorden, hij ontrafelt de diepten van de ziel en probeert te verhinderen dat de mensen vluchten in de stilte van de onverschilligheid; zijn werk wordt dan ook eerder gecatalogeerd als "poésie engagée". Zijn gedichten zijn in veel talen gepubliceerd en vertaald.
Ideologische haat is een rode draad door zijn gehele oeuvre. Bekend van zijn hand is een artikel over "de dichter en de politiek" in Poetrylifeandtimes: een reflectie in vraagvorm over een soort democratie waar alle neuzen in dezelfde richting moeten staan. De Franse socioloog Pierre Bourdieu heeft hem duidelijk beïnvloed. Voornamelijk in de Verenigde Staten werd hij gepubliceerd in talloze tijdschriften en internet-magazines, waaronder: Poetry SuperHighway, PoetryRepairShop, TheMuseApprenticeGuild, Webdelsol, Megaera, Indiejournal, Vlqpoetry, Planetauthority, Wordswordswords, Bewrite, Artvilla, etc. Op het internet zijn zijn gedichten behalve op literaire sites ook te vinden op bijvoorbeeld de site van het concentratiekamp van Moosburg in Duitsland en de International Raoul Wallenberg Foundation.
Zijn schilderwerken zijn gekenmerkt door een hard edge stijl, soms in combinatie met een lijnenspel dat doet denken aan Miró. Hij werkt het liefst met felle, harde, monochrome kleuren. Ook hier komen zijn grote thema's terug : de Holocaust, het kolonialisme en het pacifisme. Bekende werken zijn white niggers waarbij hij zeer maatschappijkritisch verwijst naar de koloniale en hedendaagse misbruiken en over zichzelf schrijft: "I am a white nigger".
"Homo multiculturalis T." is een werk met filosofische inslag waar gesteld wordt dat het eclecticisme uit vele culturen een waardevoller geheel vormt en "Wargasm" beschrijft de psychoanalyse van een krijger.
Met Holocaust en het gedicht shoa waagde hij zich aan de ekphrasis: hierover zegt hij dat hij met woorden een beeld maakt en omgekeerd omdat het gaat over zaken die onlosmakelijk in zijn geest verbonden zijn.